# Czerwone Bagno (województwo podlaskie)
Czerwone Bagno – wieś w Polsce położona w województwie podlaskim, w powiecie suwalskim, w gminie Jeleniewo.
Czerwone Bagno powstało w połowie XVIII wieku. Najprawdopodobniej wytwarzano tam wówczas potaż.
W latach 1975–1998 miejscowość administracyjnie należała do województwa suwalskiego.